# Geocharis aurantiaca
Geocharis aurantiaca är en enhjärtbladig växtart som beskrevs av Henry Nicholas Ridley. Geocharis aurantiaca ingår i släktet Geocharis och familjen Zingiberaceae. Inga underarter finns listade i Catalogue of Life.